# Frédéric Lafont
Frédéric Lafont ist ein ehemaliger französischer Fremdenlegionär und Betreiber eines privaten Sicherheits- und Militärunternehmens mit 3000 Sicherheitsleuten an der Elfenbeinküste. Die UN wirft ihm vor, massiv Embargos umgangen und Waffen in die Elfenbeinküste geschmuggelt zu haben. Wegen des Bruchs des Waffenembargos verhängte die EU gegen ihn und weitere Politiker der Elfenbeinküste ein Einreiseverbot in die EU.
Frédéric Lafont wuchs als Sohn eines protestantischen Arztes in Frankreich auf. Er diente 15 Jahre in der französischen Fremdenlegion. In den 1990er Jahren ließ er sich in der Elfenbeinküste als Sicherheitsberater und Sicherheitsdienstleister nieder. Er ist mit Louise Kodo verheiratet, der Nichte des ehemaligen ivorischen Präsidenten Gbagbo. Während der Unruhen 2004 schützte seine Söldnerfirma Europäer in der Elfenbeinküste.
Lafont wurde die Verletzung des UN-Embargos und des EU-Embargos für Waffenimporte vorgeworfen. In einem ausführlichen Bericht einer Untersuchungskommission der UN wird Lafont nachgewiesen, dass er dem ehemaligen ivorischen Präsidenten Laurent Gbagbo half, Waffen zu importieren und den Transport von Söldnern organisiert hatte. Der Bericht bezieht sich auf die UN-Resolution 1572 des UN-Sicherheitsrates von 2004. Ebenso soll er Waffentransporte für den gambischen Präsidenten Yahya Jammeh organisiert haben. Des Weiteren hatte Lafont dem Senegal umfangreiche Ausrüstung für seine Armee angeboten. Er bot der Regierung des Senegal u. a. russische Mil-Mi24 Kampfhubschrauber an. Er wollte die Maschinen in Einzelteilen nach Dakar bringen, vor Ort montieren und gründete dazu die Fluggesellschaft „Sophia“. Der Deal kam nicht zustande.
Frédéric Lafont und seine Frau Louise Esme Kado wurden 2011 von der Europäischen Kommission im Zusammenhang mit dem Bruch des Waffenembargos mit Maßnahmen gegen die ivorische Regierung mit einem Einreiseverbot in die EU belegt. Zur Begründung heißt es: „Wird der Verletzung des Embargos verdächtigt“.
Frédéric Lafont tauchte auf den 2016 geleakten Panama Papers auf. Mossack Fonseca gründete für ihn seine Offshorefirma „Operationes et Service Limited“, deren Zweck unklar ist.

## „Risk“-Sicherheitsdienste und andere Geschäftsbereiche
Seine Firma „Risk“ hat ihren Sitz in Abidjan und bewacht als privater Sicherheitsdienstleister Politiker und Regierungsgebäude in afrikanischen Ländern und im Mittleren Osten. Das Unternehmen beschäftigt rund 3000 Mitarbeiter. Lafont gehört einem Netzwerk von etwa dreißig Firmen in den Bereichen Import/Export, Tourismus und der Unterhaltungsbranche (Bars und Restaurants) an.